# Taliesin West
Taliesin West was het winterverblijf van architect Frank Lloyd Wright in de woestijn van Arizona, van 1937 tot Wrights overlijden in 1959, op 91-jarige leeftijd. Taliesin West is de hoofdvestiging van de Frank Lloyd Wright School of Architecture, het huisvest de Frank Lloyd Wright Stichting, en is opengesteld voor rondleidingen. De woning bevindt zich op de Frank Lloyd Wright Boulevard in Scottsdale, Arizona in de Verenigde Staten. De andere vestiging van school bevindt zich in Wrights zomerverblijf Taliesin, in Spring Green, Wisconsin.
In 2008 zorgde de National Park Service ervoor dat Taliesin West samen met negen andere eigendommen van Wright als één geheel werd gepresenteerd aan de UNESCO. Sinds 2019 staat het gebouw (samen met zeven andere bouwwerken van Wright) als onderdeel en voorbeeld van de 20e-eeuwse architectuur van Frank Lloyd Wright op de Unesco-Werelderfgoedlijst.
- Bibliothèque nationale de France: cb12563178g (data)
- Catàleg d'autoritats de noms i títols de Catalunya: 981058614672906706
- Gemeinsame Normdatei: 4513837-0
- Library of Congress Control Number: sh85132093
- Nationale Bibliotheek van Israël: 987007282389505171
- Union List of Artist Names: 500308851
- Virtual International Authority File: 316750281
- WorldCat: E39QbtfRhWKV7M8WPcM98YGbqp

Mesa Verde National Park · Yellowstone National Park · Grand Canyon National Park · Everglades National Park · Independence Hall · Kluane, Wrangell-St. Elias, Glacier Bay en Tatshenshini-Alsek · Redwood National Park · Mammoth Cave National Park · Nationaal park Olympic · Cahokia · Great Smoky Mountains National Park · La Fortaleza en de nationale historische site van San Juan in Puerto Rico · Vrijheidsbeeld · Yosemite National Park · Monticello en Universiteit van Virginia in Charlottesville · Nationaal park Hawaii Volcanoes · Nationaal Historisch Park van de Chacocultuur · Taos Pueblo · Nationaal park Carlsbad Caverns · Waterton Glacier International Peace Park · Papahānaumokuākea · Monumentale grondwerken van Poverty Point · Missies van San Antonio · De 20e-eeuwse architectuur van Frank Lloyd Wright · Moravische kerknederzettingen (Bethlehem)